# Het mengeldier
Heer Bommel en het mengeldier of kortweg Het mengeldier is het 72ste verhaal uit de Bommelsaga, geschreven en getekend door Marten Toonder. Het verhaal verscheen voor het eerst op 3 november 1956 en liep tot 31 december van dat jaar. Thema: autobiografie van een heer op middelbare leeftijd.

## Samenvatting
Heer Bommel is bezig met zijn memoires wanneer iemand aanbelt. Zijn bediende Joost doet de deur open, er staat een marskramer die Joost een witte bolhoed verkoopt. Daarna gaat de bel nog eens, dit keer is het  de meesterschilder Terpen Tijn, die in ruil voor een slaapplek beloofd aan heer Bommel om zijn portret te schilderen. De volgende ochtend begint hij met schilderen maar heer Bommel is niet tevreden met zijn schilderij, hij vindt dat het niet op hem lijkt.
Vervolgens schildert Terpen Tijn dan maar kasteel Bommelstein maar ook dat bevalt heer Bommel niet. Hij vindt het een gevangenis, en daar kan de schilder wel in meegaan. Nadat de schilder het kasteel heeft verlaten probeert heer Bommel wat te ontspannen in zijn tuin. Tot plots het kasteel veranderd tot wat Terpen Tijn geschilderd had. Het blijkt het werk te zijn van het mengeldier dat de witte bolhoed was van Joost. Het mengeldier is een verzamelaar, die alles verzamelt en door elkaar roert zoals de gedachten en herinneringen van de heer Bommel. Dat neemt uiteindelijk gevaarlijke vormen aan, maar heer Bommel wordt gered door kruidenier Grootgrut.

## Bron
https://www.delpher.nl/nl/kranten/results?query=het+mengeldier+AND+tom+poes&coll=ddd&sortfield=date

## Hoorspel
- Het mengeldier in het Bommelhoorspel